# Cross Internacional de Venta de Baños

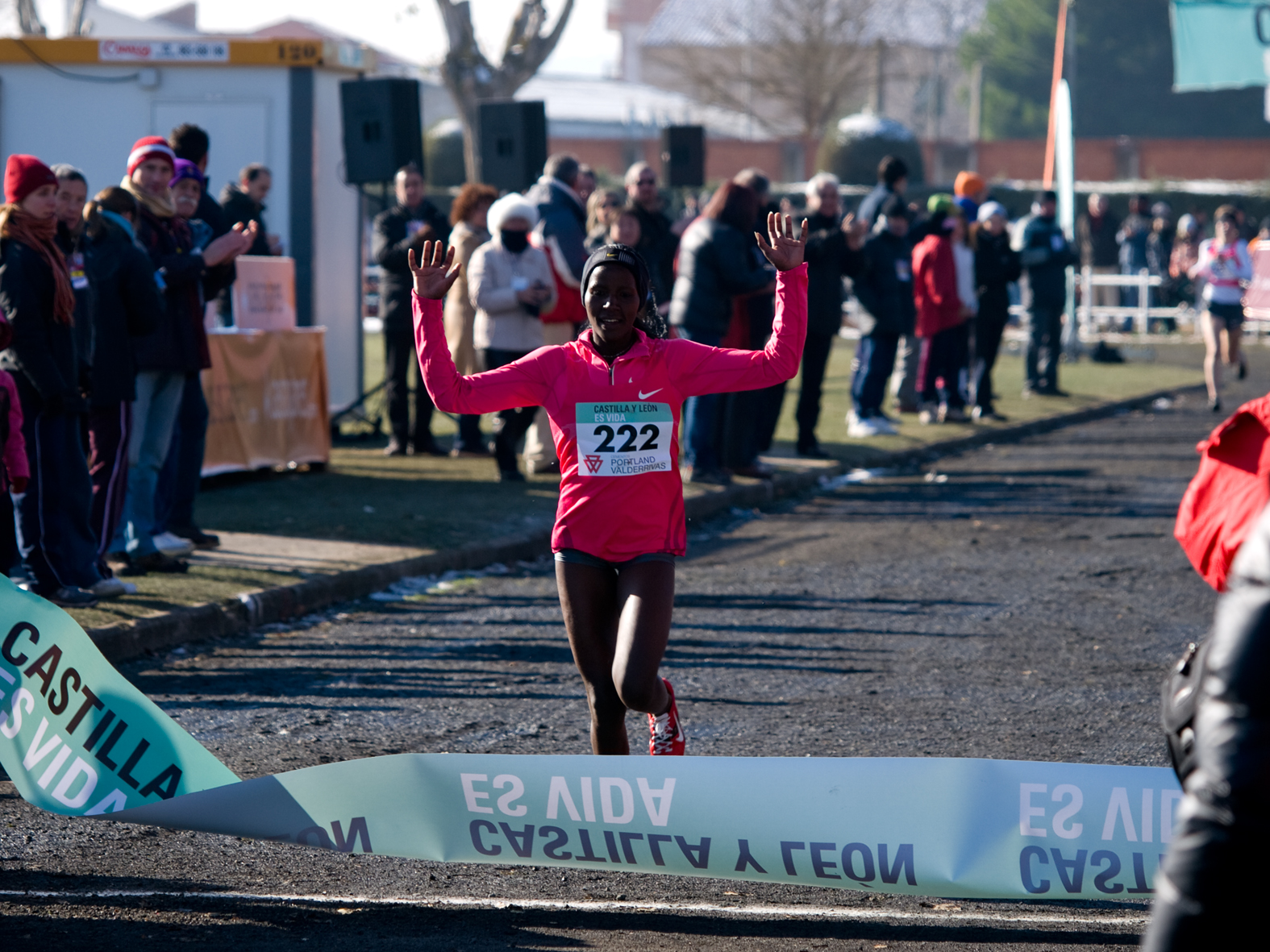
La atleta de Kenia Veronica Nyaruai en el momento de proclamarse vencedora en el Cross Internacional de Venta de Baños de 2009.

El Cross Internacional de Venta de Baños es una prueba de cross (campo a través) que se disputa en la localidad palentina de Venta de Baños (Palencia), Castilla y León, España. Es considerado un referente en cuanto a pruebas de campo a través de la Comunidad castellano-leonesa. 
Se puede denominar como la patria chica de importantes fondistas palentinos bien de leyenda como Mariano Haro, Santiago de la Parte o Ana Isabel Alonso, hasta recientes como Isaac Viciosa o Marta Domínguez.
A fecha de la temporada 2006/2007 es una prueba del circuito ANOC.

## Historia
- El 3 de abril de 1979, el alcalde y concejales del Ayuntamiento de Venta de Baños, acordaron la celebración del Cross
- La primera edición (1980), llamada "Cross de Navidad", comenzó siendo de carácter regional, debido a las circunstancias y limitaciones propias del tiempo.
- La segunda edición (1981), llamada "Cross de Navidad", pasó a ser de carácter nacional
- La tercera edición (1982) pasó a ser de carácter internacional

las tres primeras ediciones ganadas por Santiago de la Parte, atleta palentino.
- Evento televisado desde el año 1984 por TVE a toda España, de manera intermitente. En ocasiones de manera diferida (en horas o en días posteriores), con conexiones entre varios eventos,...

* Años televisados: 1984,..., 1988,..., 1996, 1997, 1998, 1999, 2000, 2001, 2002, 2003, 2004,..., 2006, 2007, 2008, 2009, 2010, 2011, 2012
* Años no televisados: 1980, 1981, 1982, 1983, 1985, 1986,..., 1995,...
* Años sin datos: 1987, 1989, 1990, 1991, 1992, 1993, 1994, 2005.
Premio aparte: Serafín y Querubín
Desde 1980, la primera carrera de este Cross, es tradicional la costumbre de regalar un lechazo churro vivo a los ganadores, siendo los "nombres populares" de Serafín y Querubín los que reciben estos lechazos; y la foto del triunfador o triunfadora con un lechazo es publicada en medios del todo el mundo.

## Características
Se caracteriza por "el frío y el barro" porque son los elementos que mejor identifican a nuestra prueba, y suponen uno de los mayores atractivos para los que siguen esta prueba. Ha habido partes del recorrido reconocidas en sí mismas, como "el salto de la acequia", inexistente por remodelación urbanística durante varias ediciones, pero recuperada en la XXX edición.

### Categorías y distancias
| |        |         |        |         |        |          |        |          |
| \| \| Senior \| Promesa \| Júnior \| Juvenil \| Cadete \| Infantil \| Alevín \| Benjamín \| \| Hombres Distancia (m) \| 10.200 \| 10.200 \| 5.800 \| 5.800 \| 4.320 \| 2.600 \| 1.820 \| 1.820 \| \| Mujeres Distancia (m) \| 5.800 \| 5.800 \| 3.615 \| 3.615 \| 1.960 \| 1.390 \| 1.020 \| 1.020 \| |        |         |        |         |        |          |        |          |
| | Senior | Promesa | Júnior | Juvenil | Cadete | Infantil | Alevín | Benjamín |
| Hombres Distancia (m) | 10.200 | 10.200  | 5.800  | 5.800   | 4.320  | 2.600    | 1.820  | 1.820    |
| Mujeres Distancia (m) | 5.800  | 5.800   | 3.615  | 3.615   | 1.960  | 1.390    | 1.020  | 1.020    |

## Ediciones
Última edición celebrada:
- Descripción: 	XL Cross Internacional de Venta de Baños
- Fecha: 15 de diciembre de 2019.
- Tipo Competición: Campo a través
- Tipo Campeonato: Calendario RFEA Campo a Través.
- Circuito ANOC
- Nivel Competición: Internacional.
- Federación: Palencia.

| |            |                      |           |                    |                |
| HISTORIAL DEL CROSS EN CATEGORÍA SENIOR |            |                      |           |                    |                |
| \| EDICIÓN \| Fecha \| MASCULINO (10.200 m) \| País \| FEMENINO ( 5.800m) \| País \| \| I \| DD/12/1980 \| Santiago de la Parte \| España \| Ana Isabel Alonso \| España \| \| II \| DD/12/1981 \| Santiago de la Parte \| España \| Pilar Fernández \| España \| \| III \| DD/12/1982 \| Santiago de la Parte \| España \| Laura Blanco \| España \| \| IV \| DD/12/1983 \| Constantino Esparcía \| España \| Pilar Fernández \| España \| \| V \| DD/12/1984 \| Ezequiel Canario \| Portugal \| Asunción Sinovas \| España \| \| VI \| DD/12/1985 \| Santiago Llorente \| España \| Montse Abelló \| España \| \| VII \| DD/12/1986 \| José Luis González \| España \| Ana Isabel Alonso \| España \| \| VIII \| DD/12/1987 \| Domingos Castro \| Portugal \| Ana Isabel Alonso \| España \| \| IX \| DD/12/1988 \| José Regalo \| Portugal \| Mary Cheweno \| Kenia \| \| X \| DD/12/1989 \| Domingos Castro \| Portugal \| Lieve Slegers \| Bélgica \| \| XI \| DD/12/1990 \| Brahim Lahlafi \| Marruecos \| Shelly Steely \| Estados Unidos \| \| XII \| DD/12/1991 \| William Koech \| Kenia \| Susan Sirma \| Kenia \| \| XIII \| DD/12/1992 \| Domingos Castro \| Portugal \| Hellen Kimaiyo \| Kenia \| \| XIV \| DD/12/1993 \| Fita Bayisa \| Etiopía \| Hellen Chepngeno \| Kenia \| \| XV \| DD/12/1994 \| Domingos Castro \| Portugal \| Hellen Kimaiyo \| Kenia \| \| XVI \| 17/12/1995 \| Antonio Serrano \| España \| Pauline Konga \| Kenia \| \| XVII \| DD/12/1996 \| Shem Kororia \| Kenia \| Sally Chepkorir \| Kenia \| \| XVIII \| DD/12/1997 \| Isaac Viciosa \| España \| Adere Berhane \| Kenia \| \| IXX \| DD/12/1998 \| Isaac Viciosa \| España \| Genet Gebregiorgis \| Etiopía \| \| XX \| DD/12/1999 \| Hailu Mekonnen \| Etiopía \| Helena Sampaio \| Portugal \| \| XXI \| 17/12/2000 \| John Cheruiyot Korir \| Kenia \| Rose Cheruiyot \| Kenia \| \| XXII \| 16/12/2001 \| Serhiy Lebed \| Ucrania \| Yanna Belkacem \| Francia \| \| XXIII \| 22/12/2002 \| Sileshi Sihine \| Etiopía \| Jepkorir Aiyabei \| Kenia \| \| XXIV \| 21/12/2003 \| Sileshi Sihine \| Etiopía \| Justyna Bak \| Polonia \| \| XXV \| 19/12/2004 \| Kenenisa Bekele \| Etiopía \| Kathy Butler \| Reino Unido \| \| XXVI \| 18/12/2005 \| Alberto García \| España \| Gelete Burka \| Etiopía \| \| XXVII \| 17/12/2006 \| Abebe Dinkesa \| Etiopía \| Wude Ayalew \| Etiopía \| \| XXVIII \| 16/12/2007 \| Tadese Tola \| Etiopía \| Marta Domínguez \| España \| \| XXIX \| 21/12/2008 \| Alemayehu Bezabeh \| España \| Inês Monteiro \| Portugal \| \| XXX \| 20/12/2009 \| Sergio Sánchez \| España \| Veronica Nyaruai \| Kenia \| \| XXXI \| 19/12/2010 \| Lucas Kimeli Rotich \| Kenia \| Alessandra Aguilar \| España \| \| XXXII \| 18/12/2011 \| Philemon Kimeli Limo \| Kenia \| Priscah Jepleting \| Kenia \| |            |                      |           |                    |                |
| EDICIÓN | Fecha      | MASCULINO (10.200 m) | País      | FEMENINO ( 5.800m) | País           |
| I | DD/12/1980 | Santiago de la Parte | España    | Ana Isabel Alonso  | España         |
| II | DD/12/1981 | Santiago de la Parte | España    | Pilar Fernández    | España         |
| III | DD/12/1982 | Santiago de la Parte | España    | Laura Blanco       | España         |
| IV | DD/12/1983 | Constantino Esparcía | España    | Pilar Fernández    | España         |
| V | DD/12/1984 | Ezequiel Canario     | Portugal  | Asunción Sinovas   | España         |
| VI | DD/12/1985 | Santiago Llorente    | España    | Montse Abelló      | España         |
| VII | DD/12/1986 | José Luis González   | España    | Ana Isabel Alonso  | España         |
| VIII | DD/12/1987 | Domingos Castro      | Portugal  | Ana Isabel Alonso  | España         |
| IX | DD/12/1988 | José Regalo          | Portugal  | Mary Cheweno       | Kenia          |
| X | DD/12/1989 | Domingos Castro      | Portugal  | Lieve Slegers      | Bélgica        |
| XI | DD/12/1990 | Brahim Lahlafi       | Marruecos | Shelly Steely      | Estados Unidos |
| XII | DD/12/1991 | William Koech        | Kenia     | Susan Sirma        | Kenia          |
| XIII | DD/12/1992 | Domingos Castro      | Portugal  | Hellen Kimaiyo     | Kenia          |
| XIV | DD/12/1993 | Fita Bayisa          | Etiopía   | Hellen Chepngeno   | Kenia          |
| XV | DD/12/1994 | Domingos Castro      | Portugal  | Hellen Kimaiyo     | Kenia          |
| XVI | 17/12/1995 | Antonio Serrano      | España    | Pauline Konga      | Kenia          |
| XVII | DD/12/1996 | Shem Kororia         | Kenia     | Sally Chepkorir    | Kenia          |
| XVIII | DD/12/1997 | Isaac Viciosa        | España    | Adere Berhane      | Kenia          |
| IXX | DD/12/1998 | Isaac Viciosa        | España    | Genet Gebregiorgis | Etiopía        |
| XX | DD/12/1999 | Hailu Mekonnen       | Etiopía   | Helena Sampaio     | Portugal       |
| XXI | 17/12/2000 | John Cheruiyot Korir | Kenia     | Rose Cheruiyot     | Kenia          |
| XXII | 16/12/2001 | Serhiy Lebed         | Ucrania   | Yanna Belkacem     | Francia        |
| XXIII | 22/12/2002 | Sileshi Sihine       | Etiopía   | Jepkorir Aiyabei   | Kenia          |
| XXIV | 21/12/2003 | Sileshi Sihine       | Etiopía   | Justyna Bak        | Polonia        |
| XXV | 19/12/2004 | Kenenisa Bekele      | Etiopía   | Kathy Butler       | Reino Unido    |
| XXVI | 18/12/2005 | Alberto García       | España    | Gelete Burka       | Etiopía        |
| XXVII | 17/12/2006 | Abebe Dinkesa        | Etiopía   | Wude Ayalew        | Etiopía        |
| XXVIII | 16/12/2007 | Tadese Tola          | Etiopía   | Marta Domínguez    | España         |
| XXIX | 21/12/2008 | Alemayehu Bezabeh    | España    | Inês Monteiro      | Portugal       |
| XXX | 20/12/2009 | Sergio Sánchez       | España    | Veronica Nyaruai   | Kenia          |
| XXXI | 19/12/2010 | Lucas Kimeli Rotich  | Kenia     | Alessandra Aguilar | España         |
| XXXII | 18/12/2011 | Philemon Kimeli Limo | Kenia     | Priscah Jepleting  | Kenia          |